# Pakt stalowy
Pakt stalowy (niem. Stahlpakt, wł. Patto d'Acciaio) – umowa sojusznicza (polityczna i wojskowa) zawarta między Włochami a Niemcami 22 maja 1939 roku w Berlinie, wymierzona przeciw państwom zachodnim.

## Historia
Pakt został podpisany przez Galeazzo Ciano, w imieniu strony włoskiej oraz Joachima von Ribbentropa, w imieniu hitlerowskich Niemiec i był rozszerzeniem porozumienia tzw. Osi Berlin-Rzym z dnia 25 października 1936.
Pakt został podpisany na 10 lat. Niemcy uznawały basen Morza Śródziemnego za strefę wpływów włoskich. Włochy zobowiązywały się popierać politykę Niemiec bez zastrzeżeń, a w razie potrzeby wystąpić w wojnie po stronie Niemiec oraz nie zawierać porozumień z innymi państwami bez ich zgody. 
Po agresji III Rzeszy na Polskę 1 września 1939 i wypowiedzeniu wojny Rzeszy przez Wielką Brytanię i Francję Włochy, wbrew postanowieniom paktu nie przystąpiły do wojny po stronie Niemiec, lecz ogłosiły, że znajdują się w stanie „nieuczestniczenia w wojnie” (wł. nonbelligeranzza). Do wojny przeciwko Francji i Wielkiej Brytanii – Włochy przystąpiły ostatecznie 10 czerwca 1940, po faktycznym rozstrzygnięciu na korzyść Wehrmachtu kampanii francuskiej.
Pakt, który bezpośrednio wpływał na życie milionów Niemców i Włochów, opierał się prawie wyłącznie na osobistych kontaktach między obu dyktatorami. Mimo daleko idącej współpracy obu państw, Niemcy i Włochy nie ufały sobie wzajemnie. Benito Mussolini uważał, że sojusz z Niemcami daje mu większe korzyści, ale bał się rosnącej dominacji Adolfa Hitlera, który zaczął narzucać mu swoje rozwiązania. Obaj sojusznicy dążyli do jak największego zaskakiwania się ważnymi decyzjami politycznymi.
Pakt stalowy poprzez przystąpienie w dniu 27 września 1940 Cesarstwa Japonii i rozszerzenie merytoryczne został przekształcony w pakt trzech.